# يورغن بروسيوس
يورغن بروسيوس (بالألمانية: Jürgen Brosius)‏ هو عالم وراثة ألماني، ولد في 1948 في ساربروكن في ألمانيا.